# Marais de Guînes
Marais de Guînes is een gehucht in de Franse gemeente Guînes in het departement Pas-de-Calais. Het ligt in het noorden van de gemeente, zo'n 2,5 km ten noordoosten van het stadscentrum van Guînes in het laaggelegen vlakke broekland.

## Geschiedenis
Reeds in 1110 werd dit gebied vermeld in "Le Marés commun qui gist entre le terre de Ghisnes tresi Relinkehove".
In de tweede helft van de 19de eeuw werd hier een kerk opgetrokken, die in 1879 werd ingewijd. In 1920 werd het een parochiekerk.

## Bezienswaardigheden
- De Église Sainte-Jeanne-d'Arc
- Natuurmuseum St Joseph-Village, een park met een gereconstrueerd dorpje uit het begin van de 20ste eeuw, waar onder meer de ambachten en werktuigen uit die periode zijn te zien.